# Reteporella incognita
Reteporella incognita är en mossdjursart som beskrevs av Hayward och Ryland 1996. Reteporella incognita ingår i släktet Reteporella och familjen Phidoloporidae. Inga underarter finns listade i Catalogue of Life.